# Biscayarfonna
De Biscayarfonna is een ijskap op het eiland Spitsbergen, dat deel uitmaakt van de Noorse eilandengroep Spitsbergen. 
De ijskap ligt op het schiereiland Haakon VII-land gelegen tussen de baai Raudfjorden in het westen en de bocht Breibogen in het oosten.
De ijskap is vernoemd naar Baskische walvisvaarders die in de 17e en 18e eeuw jaagden bij Spitsbergen.